# يوشيتاكا كاجياما
يوشيتاكا كاجياما (باليابانية: 影山 由高) (31 مارس 1978 في طوكيو في اليابان – )؛ هو لاعب كرة قدم ياباني سابق كان يلعب كمهاجم.

## روابط خارجية
- يوشيتاكا كاجياما على موقع رابطة كرة القدم اليابانية للمحترفين (اليابانية)